# Azilal
Azilal (arab. أزلال, Azīlāl; fr. Azilal) – miasto w środkowym Maroku, w regionie Tadila-Azilal, siedziba administracyjna prowincji Azilal. W 2004 roku liczyło ok. 28 tys. mieszkańców.